# Mago del Tempo
Il Mago del Tempo (Weather Wizard), il cui vero nome è Mark Mardon, è  un personaggio dei fumetti DC Comics. È un supercriminale avversario di Flash, che comparve per la prima volta in The Flash n. 110 (dicembre 1959-gennaio 1960).

## Biografia del personaggio

### Inizi
Evadendo durante un trasporto carcerario, Mark Mardon fuggì verso la casa di suo fratello solo per trovarlo morto. Clyde, come scienziato, scoprì un sistema per controllare il clima prima di morire di attacco cardiaco (sebbene alcune prove implicano che mentì a proposito del fatto che fu lui ad uccidere suo fratello e del fatto che ebbe un blocco di memoria quando ne scoprì il corpo). Mark prese gli appunti di Clyde e li utilizzò per creare una bacchetta che generasse i cambiamenti climatici e si diede alla carriera criminale come Il Mago del Tempo, a volte utilizzando il proprio potere su piccola scala (come colpire qualcuno con un lampo) e a volte su larga scala (imprigionando una città intera nell'inverno), spesso e volentieri finendo sconfitto per mano di Flash (Barry Allen).
Dopo la morte di Barry Allen durante la Crisi sulle Terre infinite, il Mago del Tempo si ritirò per un certo periodo in un semi-pensionamento, finché, durante Underworld Unleashed, si unì con altri nemici di Flash che includevano Capitan Cold, Heat Wave, Capitan Boomerang e Mirror Master, come parte di uno stratagemma per un potere più grande. Infine, terminò con le loro morti ed il rilascio del demone Neron. Furono poi resuscitati come demoni senz'anima da Neron per essere utilizzati contro il successore di Barry Allen, Wally West, che ingannò Neron per restituire le anime ai suoi nemici. Il Mago del Tempo e gli altri, ad eccezione di Heat Wave, ritornarono ad una vita di crimine.
Il Mago del Tempo si unì a Blacksmith e ai suoi alleati. Da lei, seppe di avere avuto un figlio da un ufficiale di polizia di Keystone City di nome Julie Jackham. Il loro figlio, Josh, esibì il potere naturale di manipolare il clima, cosa che Mark volle poter fare senza aver bisogno della sua bacchetta. Tentò di rapire Josh dalle braccia della moglie di Wally, Linda e di dissezionarlo per capire come suo figlio ottenne tale abilità, ma esitò quando vide che il bambino aveva "i miei occhi...gli occhi di mio fratello". Fu fermato da Flash e internato ad Iron Heights, da dove però riuscì ad evadere. Dopo lo scioglimento del gruppo di Blacksmith, il Mago del Tempo, insieme a Mirror Master e a Trickster, si unì con Capitan Cold, che si dichiarò leader dei Nemici. Mardon fu anche il rappresentante della Società segreta dei supercriminali.

### Un anno dopo
Un anno dopo, lui e numerosi altri Nemici furono avvicinati da Inertia con un piano per uccidere Flash (Bart Allen). Inertia distrusse la bacchetta del Mago del Tempo e utilizzò le terapie fisiologiche del XXX secolo per rimuovere i blocchi mentali che non gli permettevano di utilizzare i suoi poteri senza la bacchetta. Sebbene Inertia alla fine venne sconfitto, gli altri Nemici picchiarono Bart Allen fino alla morte, cosa che il Mago del Tempo fece con il controllo sui lampi e folgorandolo. Dopo che l'identità di Bart fu rivelata, Mardon fu sorpreso ed inorridito di scoprire che lui e i Nemici avevano "ucciso un ragazzino".

### Salvation Run
Il Mago del Tempo è uno dei criminali esiliati presenti in Salvation Run insieme ai suoi compagni Nemici: Capitan Cold, Heat Wave, Mirror Master ed Abra Kadabra.

### Final Crisis: Rouges' Revenge
Fu visto tra le file dei membri dei Nemici che si unirono alla Società segreta dei supercriminali di Libra. Però, nella serie Final Crisis: Rouges' Revenge, sia il Mago del Tempo che i suoi colleghi rifiutano inizialmente l'offerta di Libra, volendo stare al di fuori del gioco (addirittura, Capitan Cold rimproverò Mirror Master perché lavorava con "feccia" come il Dottor Light). Prima di potersi ritirare, ebbero notizia della fuga di Inertia e decisero di mettersi in marcia per cercarlo e vendicarsi di essere stati usati. In cambio, Liba rapì Josh e tentò di fare entrare Mardon nella Società, minacciando di uccidere il ragazzo se non l'avesse fatto. Al cui Mardon rispose «Se io ho ucciso mio fratello, Libra, se ho folgorato l'unica persona che teneva a me, cosa ti fa pensare che mi importi qualcosa di quel ragazzino?». Libra quindi sfidò Mardon a provare il contrario. Mardon esitò a fare una mossa, ma quando Inertia uccise il ragazzo di persona lui e gli altri Nemici si unirono per ucciderlo.

### The Flash (vol. 3)
In Flash: Secret Files and Origins 2010, il Mago del Tempo e i Nemici visitarono la vecchia tana di Sam Scudder e scoprirono uno specchio gigante con le parole «In caso di Flash: rompere il vetro» scritte sopra. In The Flash (vol. 3) n. 1, Mardon è ancora latitante come tutti i suoi colleghi. Una versione futuristica del Mago del Tempo, che deve essere ancora nominata, comparve come parte dei poliziotti del XXV secolo conosciuti come I Rinnegati.

## Poteri e abilità
In origine il Mago del Tempo utilizzava una bacchetta che gli permetteva di controllare il clima. La utilizzò per creare tormente di neve, chiamare a sé i lampi, volare sfruttando le correnti d'aria, produrre nebbia e generare i venti. Essenzialmente, il Mago del Tempo può generare ogni sorta di cambiamento climatico immaginabile, così come altri fenomeni quali i tornado. Recentemente, Inertia ruppe la bacchetta, utilizzando le terapie fisiologiche del XXX secolo per rimuovere i blocchi mentali del Mago del Tempo. Ora Mark Mardon può controllare il clima senza necessitare della sua bacchetta. Il Mago del Tempo mostrò anche una limitata capacità di controllo sul magnetismo.

## Altre versioni
Una versione alternativa del Mago del Tempo esiste su Terra-33, un mondo popolato da maghi.

## Altri media
- Nello speciale del 1979 Legends of the Superheroes, il Mago del Tempo fu portato sullo schermo dal comico Jeff Alterman.
- Il Mago del Tempo fu l'antagonista principale dell'episodio "L'Uomo più veloce del Mondo" della serie animata Le avventure di Superman. Qui, è un ex estorsionista di Central City che può rintracciare le coordinate di Superman e Flash mentre i due eroi gareggiano in una gara di velocità intorno al mondo per il titolo di "uomo più veloce del mondo". Anche in questo episodio, il fratello di Mark (qui chiamato Ben) non era morto, e Mark incanalò le energie di Superman e di Flash attraverso le fasce intorno alle loro braccia, che lui stesso diede loro con l'intenzione di utilizzare la loro gara per generare l'energia necessaria per lavorare alla sua macchina altera-clima. Con l'aiuto di Ben, Superman e Flash riuscirono a sconfiggerlo.
- Miguel Ferrer portò il criminale Weatherman/Dr. Eno nell'episodio pilota della serie televisiva Justice League of America del 1997.
- Il Mago del Tempo comparve nella serie animata Justice League. Qui è un membro della Squadra di Vendetta su Superman. Durante la battaglia contro la Justice League, Wonder Woman respinse un lampo da lui lanciato e glielo rimandò indietro. Diede copertura a Kalibak creando un tornado. Batman riuscì a disarmarlo e a metterlo fuori combattimento.
- Un altro ruolo lo ebbe nella serie animata Justice League Unlimited. Il Mago del Tempo comparve qui come membro della Società Segreta di Gorilla Grodd. Fu anche visto come personaggio di sfondo e comparve nell'episodio "Flash, l'eroe". Successivamente, il Mago del Tempo si unì con Grodd nell'ammutinamento contro Luthor. Finì congelato da Killer Frost, e nessuno dei criminali congelati fu visto fuggire prima che Darkseid non fece esplodere la stazione della Società Segreta.
- Il Mago del Tempo fece una breve comparsa nell'episodio Night of the Huntress della serie animata Batman: The Brave and the Bold. Il Calcolatore lo informò che Flash sarebbe stato lontano da Keystone City per qualche tempo, permettendogli di commettere i suoi crimini.
- Clyde Mardon, il cui personaggio è ispirato a quello del Mago del Tempo, appare come antagonista di Barry Allen nella serie televisiva The Flash, interpretato dall'attore Chad Rook. Compare anche Mark Mardon come secondo, più potente e vendicativo Weather Wizard, interpretato da Liam McIntyre.